# Juan-Fernández-Seebär
Der Juan-Fernández-Seebär (Arctocephalus philippii) ist eine sehr seltene Art der Südlichen Seebären. Sein Verbreitungsgebiet ist auf die Seeregion um die zu Chile gehörenden Juan-Fernández-Inseln eingegrenzt, wo er nur eine einzelne Kolonie bildet. Nach starker Dezimierung der Bestände durch Robbenjäger galt die Art bereits im frühen 19. Jahrhundert als ausgestorben, sie wurde erst 1964 wiederentdeckt und unter strengen Schutz gestellt.

## Merkmale
Wie bei den anderen Seebären-Arten gibt es auch beim Juan-Fernández-Seebär einen sehr ausgeprägten Sexualdimorphismus. Die männlichen Tiere werden bis 2 m lang, Weibchen etwa 1,40 m. Das Gewicht eines ausgewachsenen Männchens liegt bei 140 kg, das einer Kuh bei 50 kg. Im Aussehen gleichen diese Seebären anderen Vertretern der Gattung. Die Bullen tragen eine Mähne mit silberfarbenen Haarspitzen.

## Verbreitung

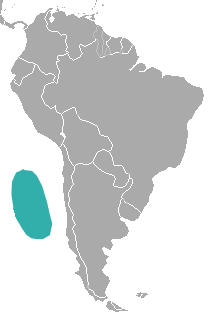
Verbreitungskarte des Juan-Fernández-Seebärs

Die einzige Kolonie der Art existiert auf den Juan-Fernández-Inseln, einer zu Chile gehörenden, aber 670 km von der südamerikanischen Küste entfernt liegenden Inselgruppe.

## Systematik
Der Juan-Fernández-Seebär wird als eigenständige Art innerhalb der Gattung Arctocephalus eingeordnet. Die wissenschaftliche Erstbeschreibung stammt von dem deutschen Naturforscher  Wilhelm  Peters aus dem Jahr 1866, der sie als Otaria philippii von der Insel Juan Fernández beschrieb. 1958 wurde dies von Victor Blanchard Scheffer auf die Isla Más a Tierra eingegrenzt.
Innerhalb der Gattung wird der Juan-Fernández-Seebär als Schwesterart des Guadalupe-Seebären (A. townsendi) betrachtet, mit dem er teilweise auch zu einer einzelnen Art mit zwei Unterarten zusammengeführt wurde. Diese beiden Arten stammen entsprechend von einer gemeinsamen Stammart ab und haben sich wahrscheinlich vor etwa 300.000 Jahren getrennt. Sie werden einem Taxon aus Antarktischem Seebär (A. gazella), Neuseeländischem Seebär (A. forsteri), Südamerikanischem Seebär (A. australis) und Galápagos-Seebär (A. galapagoensis) gegenübergestellt. Als ursprünglichste Arten der Gattung werden der Südafrikanische Seebär (A. pusillus) und der Subantarktische Seebär (A. tropicalis) betrachtet.
Teilweise wird die Monophylie der Südlichen Seebären in Zweifel gezogen und man geht von einem gemeinsamen Ursprung der auf der südlichen Hemisphäre verbreiteten Ohrenrobben aus. In dem Fall werden auch der Australische Seelöwe (Neophoca cinerea) und der Neuseeländische Seelöwe (Phocarctos hookeri) in diese Gruppe. Der Südafrikanische und der Subantarktische Seebär wären an dieser Stelle Schwestergruppe eines gemeinsamen Taxons aus den beiden Seelöwenarten und den restlichen Seebären, für die zur Abgrenzung ein neuer Gattungsname „Arctophoca“ vorgeschlagen wurde.
Innerhalb der Art werden keine Unterarten unterschieden.

## Bestandsentwicklung, Gefährdung und Schutz
Der Juan-Fernández-Seebär wird in der Roten Liste gefährdeter Arten der Weltnaturschutzorganisation IUCN als potenziell gefährdet (Near Threatened) angeführt. Wie alle Arten der Gattung ist auch er eine Art, die laut dem Washingtoner Artenschutzabkommen CITES Appendix II weltweit einer Einschränkung des Handels bedarf. Die Europäische Union mit der EU-Artenschutzverordnung 338/97 verschärft den Schutzstatus, listet in Anhang A und spricht damit ein Handelsverbot aus. Diese Verordnung nimmt direkten Einfluss auf die Mitgliedsstaaten der Europäischen Union.  Die Bundesrepublik Deutschland führt die Art im Bundesnaturschutzgesetz als streng geschützt.
Reisende des späten 18. Jahrhunderts schätzten die Bestände entlang der Küsten der beiden Inseln Alejandro Selkirk und Robinson Crusoe auf vier Millionen Robben. Britische Robbenjäger wurden daraufhin zu den Inseln entsandt. Gelegentlich ankerten gleichzeitig fünfzehn Schiffe vor der Insel, während die Jäger massenhaft Robben wegen ihrer Felle erschlugen. Da jedes Jahr etwa 250.000 Seebären getötet wurden, brachen die Populationen in kürzester Zeit zusammen. 1824 hielt man die Art für ausgestorben. Ähnlich wie der Guadalupe-Seebär dürfte der Juan-Fernández-Seebär nur überlebt haben, weil einige Tiere verborgen in Höhlen unentdeckt blieben.
Erst 1965 wurde die Art wiederentdeckt und sofort unter strengen Schutz gestellt. Die Kolonien auf beiden Inseln umfassten in den 1990er Jahren wieder 12.000 Robben und sie wachsen beständig.

## Belege
1. ↑  
Arctocephalus philippii. In: Don E. Wilson, DeeAnn M. Reeder (Hrsg.): Mammal Species of the World. A taxonomic and geographic Reference. 2 Bände. 3. Auflage. Johns Hopkins University Press, Baltimore MD 2005, ISBN 0-8018-8221-4.
2. 1 2 3 4  „Juan Fernandéz Fur Seal“ In: M.A. Webber: Family Otariidae. In: Don E. Wilson, Russell A. Mittermeier: Handbook of the Mammals of the World. 4. Sea Mammals. Lynx Edicions, Barcelona 2014; S. 90–91. ISBN 978-84-96553-93-4.
3. 1 2  Annalisa Berta, Morgan Churchill: Pinniped Taxonomy: evidence for species and subspecies. Mammal Review. 42 (3): 207–234. September 2011, doi:10.1111/j.1365-2907.2011.00193.x
4. 1 2  Fernando Lopes,  Larissa R Oliveira,  Amanda Kessler,  Yago Beux,  Enrique Crespo, Susana Cárdenas-Alayza,  Patricia Majluf,  Maritza Sepúlveda, Robert L Brownell, Jr.,  Valentina Franco-Trecu,  Diego Páez-Rosas,  Jaime Chaves, Carolina Loch,  Bruce C Robertson,  Karina Acevedo-Whitehouse, Fernando R Elorriaga-Verplancken,  Stephen P Kirkman,  Claire R Peart, Jochen B W Wolf,  Sandro L Bonatto: Phylogenomic Discordance in the Eared Seals is best explained by Incomplete Lineage Sorting following Explosive Radiation in the Southern Hemisphere. Systematic Biology 70 (4), Juli 2021; S. 786–802. doi:10.1093/sysbio/syaa099.
5. ↑  Takahiro Yonezawa, Naoki Kohno & Masami Hasegawa: The monophyletic origin of sea lions and fur seals (Carnivora; Otariidae) in the Southern Hemisphere. Gene 441 (1–2), 2009: 89–99. doi:10.1016/j.gene.2009.01.022Researchgate.net Volltext
6. ↑  „Systematics“ In: M.A. Webber: Family Otariidae. In: Don E. Wilson, Russell A. Mittermeier: Handbook of the Mammals of the World. 4. Sea Mammals. Lynx Edicions, Barcelona 2014; S. 34–36. ISBN 978-84-96553-93-4.
7. ↑  Arctocephalus philippii in der Roten Liste gefährdeter Arten der IUCN 2009. Eingestellt von: Aurioles, D. & Trillmich, F. (IUCN SSC Pinniped Specialist Group), 2008. Abgerufen am 8. Januar 2010.